# George Martin
Sir George (Henry) Martin (3. siječnja, 1926. – 8. ožujka 2016.) slavni je britanski glazbeni producent, aranžer i skladatelj. Ponekad ga navode kao petog Beatlesa,  jer je bio producent (ili koproducent) čitavog izvornog opusa  Beatlesa, a na nekim snimkama je on taj koji svira klavir.

## Životopis
Već zarana, u ranom djetinstvu - oduševila ga je čarolija glazbe, ali se zbog ratnih prilika (Drugi svjetski rat) nije školovao u tom smjeru, već za pilota u  britanskoj Royal Navy(od 1943.)., kako je bio premlad, dočekao je kraj rata a da nije sudjelovao u ratnim operacijama. 1947. napustio je vojsku, i iskoristio priliku da se kao ratni veteran upiše na studij glazbe (Guildhall School of Music and Drama), koju je završio 1950. Predmet njegova studija bili su; oboa i glasovir.

### Rad u tonskim studijima (Parlophone)
Nakon diplome zaposlio se u BBC - na odjelu za klasičnu glazbu. Nakon toga prelazi u EMI (1950.), kao pomoćnik direktora (Oscar Preuss) u pogon za proizvodnju vinilnih ploča (Parlophone). Nakon Preussovog umirovljenja 1955., George Martin preuzima vođenje odjela, ispočetka producira klasičnu glazbu, naročito baroknu, kao i regionalnu glazbu s britanskih otoka.  Zatim producira serije naslova s popularnim komičarima (kao Peter Sellers), kao i dramskim tekstovima, snima i popularnu glazbu (gitaristička grupa; Vipers Skiffle Group).
Od 1969. radi u vlastitom tonskom studiju, Associated Independent Recording (AIR) Studios. Danas je službeno u mirovini, ali je još uvijek predsjednik Uprave AIR-a.

### Karijera uzBeatlese
Na nagovor Briana Epsteina, managera Beatlesa, potpisao je ugovor o budućem radu s grupom, a da uopće nije vidio, ni čuo grupu u živo. U to doba Martin, nije imao neki veći dodir sa - električarskim grupama, ali su mu se dopale demosnimke s pjesmama Lennona i McCartneyja, kao i njihovi vokali. Prva skladba, koju je Martin snimio s Beatlesima u studiju EMI - a (London, Abbey Road), 4, Rujna, 1962., bila je  How Do You Do It?, za koju je Martin tvrdio da će postati hit, a Lennonu i McCartneyju se gadila. 11. Rujna, ponovili su snimanje, druge skladbe za buduću ploču Love Me Do, zato što je na prvoj snimci, bubnjar Ringo Starr loše odsvirao svoju dionicu, pa su ga zamijenili sa studijskim bubnjarem (Andy White). 
Skladba  Love Me Do se uskoro popela na 17 mjesto na britanskim listama, a 26. Prosinca, 1962. Martin je snimio Please Please Me, nakon upornog nagovaranja od Lennona i McCartneyja da uzme neku drugu stvar iz njihova repertoara. Nakon snimanja, Martin je navodno rekao, - "Čestitam gospodo, upravo ste snimili svoj prvi hit".

### Rad na glazbenim aranžmanima
Martinovo glazbeno znanje, dobro je došlo da se premosti jaz između sirovog talenta Beatlesa, i glazbenog učinka koji su oni htjeli polučiti. Većinu aranžmana koji su uključivali; orkestar, ili dionice s glasovirom(ili drugim instrumentima na tipke), bili su napisani i izvedeni od Georga Martina, u suradnji s grupom. Njegova ideja je bila da pratnja pjesmi - Yesterday (McCartneyja) bude violinski kvartet u stilu i duhu Bacha da se istakne vokal McCartneyja. Njegov aranžerski utjecaj, vidljiv je i u drugim skladbama Beatlesa poput; Penny 
Lane, Eleanor Rigby i mnogih drugih.

### Postprodukcija materijalaBeatlesa
1995. George Martin se prihvatio post-produkcije albuma The Beatles Anthology (koji se originalno trebao zvati, "The Long and Winding Road") zajedno sa svojim starim suradnikom Geoff Emerickom. 2006., Martin je sa svojim sinom Gilesom Martinom, remiksao 80 minuta glazbe Beatlesa za mjuzikl - Love za pozornicu u Las Vegasu. Zajednički poslovni pothvat; Cirque du Soleil i preostalih Beatlesa (to jest njihove tvrtke; Apple Corps Ltd)

## Rad s drugim glazbenicima
Martin je bio glazbeni producent i mnogim drugim glazbenim zvijezdama onoga vremena, poput pjevača; Matt Monroa, Cille Black, Kenny Rogersa i Yoshiki Hayashia, grupama; Gerry and the Pacemakers,  America, Edwards Handu, Ultravoxu, Mahavishnu Orchestra, gitaristu Jeff Becku i mnogim drugima.

## Glazba za filmove o James Bondu
George Martin je bio producent dvije najpoznatije skladbe iz serije filmova o Jamesu Bondu; prva je bila "Goldfinger" u izvedbi pjevačice Shirley Bassey, (1964.). 1972., je skladao, aranžirao i producirao glazbu za cijeli film Live And Let Die, u izvedbi McCartneyja.

## Spisateljski rad
1979., napisao je vlastite memoare, pod naslovom  - All You Need is Ears (sa suradnikom Jeremy Hornsbyem), u kojima je iznio svoje uspomene na rad sa zvijezdama; The Beatles, Peter Sellers, Sophia Loren, Shirley Bassey, Flanders and Swann, Matt Monro, Dudley Moore), i popularno objasnio umjeće rada na snimanju zvuka. 1993. izdao je memoarsku knjigu With a Little Help from My Friends: The Making of Sgt Pepper (sa suradnikom Williamom Pearsonom), u kojoj opisuje detalje rada na albumu - "Sgt Pepper.

## Nagrade i priznanja
- Nagrada američke filmske akademije 1964. - nominacija (za produkciju glazbe u filmu - A Hard Day's Night)
- Nagrada Grammy 1967. - Za najbolji suvremeni album (za produkciju albuma Sgt. Pepper's Lonely Hearts Club Band)
- Nagrada Grammy 1967. - Za album godine (za produkciju albuma Sgt. Pepper's Lonely Hearts Club Band)
- Nagrada Grammy 1973. - Za najbolji aranžman (glazba u filmu Live and Let Die)
- Nagrada BRIT 1977. - Za najboljeg britanskog glazbenog producenta (u posljednjih 25 godina)
- Nagrada BRIT 1984.- Za izvaredne doprinose glazbi
- Nagrada Grammy 1993. - Za album godine (za produkciju glazbe u filmu  - Tommy, The Who)
- Plemićka titula(Sir,- Knight Bachelor), 1996. za doprinos glazbi i popularnoj kulturi.

## Vanjske poveznice
- Management biography
- Sir George Martin
- College of Arms - The Arms of Sir George Martin, Kt., C.B.E.